# SNT重工业
S&T重工业（S&T중공업；）是一家韩国武器、汽车配件、铸造品及机械设备生产商，也被称为爱思恩梯重工业公司。其作為韓國國防工業的一環，设计、生产出各类武器装备，並已大量装备于大韓民國國軍各军种的前线部队。

## 历史沿革
- 1959年4月1日，公司成立。
- 1973年4月，公司被指定为国防企业，开始生产武器[4]。
- 1991年4月，公司更名为世一重工业[4]。
- 1995年4月，公司又再次更名为统一重工业[4]。
- 1998年，统一重工业宣告破产，其后经历了4年多的法院管理后，公司被S&T控股收购，并在2004年开始实现盈利[3]。
- 2005年6月3日公司更名为现在的名称-S&T重工业[4]。
- 2006年，S&T重工业收购了大宇精密工业（即现在的S&T Motiv）[4]。

## 产品

### 武器装备

#### 仿制
- K6重机枪：韩国仿制的勃朗宁M2重机枪；
- KM39A3机炮:韩国仿制的M39A3机炮，用于韩国授权生产的KF-5E战斗机；
- 40L/70K机炮：韩国生产的博福斯40毫米高射炮，自1995年开始生产，分单联装版本和双联装版本，主要用于韩国自行研发生产的舰载双联露蜂40毫米防空炮；
- KM168火神式机炮：韩国仿制的M61火神式机炮，自1977年开始生产，主要用于防空。

#### 自研
- XK13榴弹发射器：韩国的理想单兵战斗武器计划（英语：Objective Individual Combat Weapon program），已于2013年叫停[5]；
- K40机炮：韩国自研的40毫米机炮，是K21步兵战车的主炮；
- KKCB机炮：韩国研制的30毫米机炮，是K30飞虎自行高射炮的主炮；
- 遥控武器系统：韩国自研的遥控武器系统，可选配一种或两种不同中小口径的武器，也可搭载于不同类型的军用车辆或海军舰艇上。